# جاسيك فيشنيافسكي
جاسيك فيشنيافسكي (بالبولندية: Jacek Wiśniewski)‏ هو لاعب كرة قدم بولندي في مركز الدفاع، ولد في 8 يونيو 1974 في غليفيتسه في بولندا. لعب مع غورنيك زابجه ونادي كراكوفيا الرياضي.

## وصلات خارجية
- جاسيك فيشنيافسكي على موقع قاعدة بيانات كرة القدم.إي يو (الإنجليزية)